# Вагренар, Бенуа
Бенуа Вагренар (фр. Benoît Vaugrenard; род. 5 января 1982, Ван, Франция) — французский профессиональный шоссейный велогонщик, выступающий за команду Groupama-FDJ.

## Достижения
2005
- 2-й Париж — Бурж

2006
- 3-й - Ronde des Korrigans

2007
- 3-й Париж — Камамбер
- 1-й  — Чемпион Франции в индивидуальной гонке
- 1-й - Ronde des Korrigans
- 1-й - Avranches - Saint-Martin-de-Landelles (La Poly Normande)

2008
- 1-й на этапе 4 Тура Лимузена
- 1-й в генеральной классификации Tour du Poitou-Charentes et de la Vienne
  - 1-й на этапе 3

2009
- 3-й в генеральной классификации Circuit Cycliste Sarthe
- 1-й - GP d'Isbergues

2010
- 1-й на этапе 1 Вольта Алгарви
- 1-й на этапе 5 Четыре дня Дюнкерка
- 5-й - Гран-при Соммы (Grand Prix de la Somme)

2012
- 5-й на Туре Вандеи (Tour de Vendée)

2014
- 4-й - Circuit de l'Aulne/GP Le Télégramme à Châteaulin

## Статистика выступлений наГранд Турах
| Гранд Тур | 2004 | 2005 | 2006 | 2007 | 2008 | 2009 | 2010 | 2011 | 2012 | 2013 | 2014 | 2015 | 2016 | 2017 |
| --------- | ---- | ---- | ---- | ---- | ---- | ---- | ---- | ---- | ---- | ---- | ---- | ---- | ---- | ---- |
| Джиро     | 136  | -    | -    | -    | -    | -    | -    | -    | -    | -    | -    | -    | 91   | 103  |
| Тур       | -    | -    | 87   | 83   | 82   | 142  | 96   | -    | -    | -    | -    | 113  | -    |      |
| Вуэльта   | -    | 126  | -    | -    | -    | -    | -    | -    | 136  | -    | -    | -    | -    |      |